# Paradiexia pellita
Paradiexia pellita är en skalbaggsart som beskrevs av Heller 1923. Paradiexia pellita ingår i släktet Paradiexia och familjen långhorningar.
Artens utbredningsområde är Filippinerna. Inga underarter finns listade i Catalogue of Life.